# Pieter van Aelst
Pieter van Aelst, flamski slikar, * 14. avgust 1502, † 6. december 1550.